# Zentralkäserei Mecklenburg-Vorpommern
Die Zentralkäserei Mecklenburg-Vorpommern GmbH (ZMV) ist ein milchverarbeitendes Unternehmen in Dargun im Landkreis Mecklenburgische Seenplatte in Mecklenburg-Vorpommern. Alleingesellschafter der GmbH ist die DMK Deutsches Milchkontor GmbH & Co. KG. Im Jahr 2008 erreichte die Käserei einen Umsatz von 122 Millionen Euro.

## Geschichte
Die erste Molkerei in Dargun wurde 1888 als Genossenschaftsmeierei gegründet und produzierte in einem Nebengebäude des ehemaligen Klosters Dargun. Bis 1989 erfolgten eine Erweiterung der Produktion und der schrittweise Zusammenschluss mit anderen regionalen Molkereien. 1989 verarbeitete die Darguner Molkerei circa 50 Millionen Kilogramm Milch und produzierte mehr als 4.500 Tonnen Hart- und Schnittkäse. Damit war sie der größte Käseproduzent in der DDR.
Nach der Wende planten die Darguner Molkerei und Nordmilch den Bau einer neuen Käserei. Am 30. Januar 1991 wurde die Zentralkäserei Mecklenburg-Vorpommern gegründet. Nach zehn Monaten Bauzeit wurde am 18. Mai 1993 mit der Käseproduktion in der neuen Verarbeitungsstätte begonnen. In den Jahren 2008 und 2009 erfolgten Investitionen in neue Verarbeitungstechnologien.

## Produkte
2008 verarbeitete die ZMV 358 Millionen Kilogramm Milch. Daraus wurden 33.527 Tonnen foliengereifter Schnittkäse der Sorten Edamer, Gouda, Butterkäse und Steppenkäse hergestellt. Weiterhin wurden 30.001 Tonnen Molkekonzentrat, 14.847 Tonnen Rahm und 10.220 Tonnen Lactosekonzentrat hergestellt.